# 신증동국여지승람 권7
신증동국여지승람 권7(新增東國輿地勝覽 卷七)은 충청북도 청주시 흥덕구 청주고인쇄박물관에 있는 조선시대(1530년))의 책이다. 2020년 3월 6일 충청북도의 유형문화재 제397호로 지정되었다.

## 지정 사유
신증동국여지승람은 1530년 기존의 『신증동국여지승람』의 내용을 증보하여 55권으로 편찬한 책으로 금속활자인 계축자로 간행되었다.
권7은 경기도 여주 관련 자료가 실려 있다. 조선시대 지리와 사회 모습은 물론 금속활자 연구를 위한 중요한 자료이다.

## 같이 보기
- 신증동국여지승람

## 참고 문헌
- 신증동국여지승람 권7 - 국가유산청 국가유산포털